# Straszewo
Straszewo (russisk: Страшево) er en landsby i Polen, i Kujawsko-Vorpommern amt, i Aleksandrow Kommune i Koneck sogn i nord-centrale Polen. Byen ligger 10 km syd for Aleksandrow Kujawski og 28 km fra Toruń. Den første skriftlige oplysninger om landsbyen Straszewo kommer fra år 1250.
Ifølge data fra 2004 befolkning på omkring 430 indbyggere.

## Galleri
- Panoramabillede
- Kirke i Straszewo.